# Vibrations vocales
Les Vibrations Vocales sont en médecine la perception à la palpation d'un son émis par la voix du patient à travers les poumons jusqu'au dos ou au torse. De manière bien connue, on fait prononcer « 33 » (trente-trois) au patient, car c'est un mot qui résonne beaucoup.
Une diminution ou une augmentation des vibrations vocales est pathologique. On retrouvera ainsi une abolition des vibrations vocales lors d'un pneumothorax  (PNO) par exemple.